# Al-Anbar
Al-Anbar is een gouvernement (provincie) in Irak. Al-Anbar telt 1.023.736 inwoners op een oppervlakte van 138.501 km².